# Virgularia
Virgularia Lamarck, 1816 è un genere di ottocoralli della famiglia Virgulariidae.

## Tassonomia
Comprende le seguenti specie:
- Virgularia abies Kölliker, 1870
- Virgularia alba (Nutting, 1912)
- Virgularia brochi Kükenthal, 1915
- Virgularia bromleyi Kölliker, 1880
- Virgularia densa Tixier-Durivault, 1966
- Virgularia galapagensis Hickson, 1930
- Virgularia glacialis Kölliker, 1870
- Virgularia gracilis (Koren & Danielssen, 1877)
- Virgularia gustaviana (Herklots, 1863)
- Virgularia halisceptrum Broch, 1910
- Virgularia juncea (Pallas, 1766)
- Virgularia kophameli May, 1899
- Virgularia mirabilis (Müller, 1776)
- Virgularia presbytes Bayer, 1955
- Virgularia reinwardti Herklots, 1858
- Virgularia roulei Hickson, 1916
- Virgularia rubra Hickson, 1916
- Virgularia rumphi Kölliker, 1870
- Virgularia schultzei Kukenthal, 1910
- Virgularia tuberculata Marshall, 1883